# Ty Wigginton
Ty Allen Wigginton (né le 11 octobre 1977 à San Diego, Californie, États-Unis) est un joueur d'utilité des Ligues majeures de baseball. Il peut évoluer à différentes positions à l'avant-champ ainsi qu'au champ extérieur. Wigginton a commencé sa carrière en MLB en 2002 et l'a terminé en 2013.

## Carrière
Après des études secondaires à la Chula Vista High School de Chula Vista (Californie), Ty Wigginton suit des études supérieures à l'Université de Caroline-du-Nord à Asheville où il porte les couleurs des UNC Asheville Bulldogs. Il est drafté le 2 juin 1998 par les Mets de New York au 17e tour de sélection. 
Wigginton passe quatre saisons en Ligues mineures avant d'effectuer ses débuts en Ligue majeure le 16 mai 2002. Il est transféré le 30 juillet 2004 chez les Pirates de Pittsburgh à l'occasion d'un échange impliquant plusieurs joueurs.
Libéré de son contrat chez les Pirates à l'issue de la saison 2005, il s'engage le 10 janvier 2006 avec les Devil Rays de Tampa Bay.
Wigginton est transféré chez les Astros de Houston le 27 juillet 2007 en retour de Dan Wheeler. 
Devenu agant libre après la saison 2008, Wigginton rejoint les Orioles de Baltimore, avec lesquels il s'engage pour deux saisons le 10 février 2009.
Le 15 décembre 2010, Wigginton signe un contrat de deux ans et une année d'option avec les Rockies du Colorado.
Le 20 novembre 2011, après une saison au Colorado, Ty Wigginton est échangé aux Phillies de Philadelphie. Il frappe pour ,235 avec 11 circuits et 43 points produits en 125 parties pour les Phillies en 2012 et joue surtout au premier but.
Wigginton signe un contrat de 5 millions de dollars pour deux saisons avec les Cardinals de Saint-Louis le 14 décembre 2012. Il est libéré par les Cardinals dès le 9 juillet 2013 alors qu'il ne compte que 9 coups sûrs en 47 parties et affiche une moyenne au bâton de ,158. 
Le 24 janvier 2014, Wigginton signe un contrat des ligues mineures avec les Marlins de Miami. Il est libéré de son contrat le 25 mars suivant, à quelques jours du début de la saison.

## Statistiques
| Saison | Équipe     | G    | AB   | R   | H   | 2B  | 3B | HR  | RBI | SB | BA    |
| ------ | ---------- | ---- | ---- | --- | --- | --- | -- | --- | --- | -- | ----- |
| 2002   | NY Mets    | 46   | 116  | 18  | 35  | 8   | 0  | 6   | 18  | 2  | 0,302 |
| 2003   | NY Mets    | 156  | 573  | 73  | 146 | 36  | 6  | 11  | 71  | 12 | 0,255 |
| 2004   | NY Mets    | 86   | 312  | 46  | 89  | 23  | 2  | 12  | 42  | 6  | 0,285 |
| 2004   | Pittsburgh | 58   | 182  | 17  | 40  | 7   | 0  | 5   | 24  | 1  | 0,275 |
| 2005   | Pittsburgh | 57   | 155  | 20  | 40  | 9   | 1  | 7   | 25  | 0  | 0,275 |
| 2006   | Tampa Bay  | 122  | 444  | 55  | 122 | 25  | 1  | 24  | 79  | 4  | 0,275 |
| 2007   | Tampa Bay  | 98   | 378  | 47  | 104 | 21  | 0  | 16  | 49  | 1  | 0,275 |
| 2007   | Houston    | 50   | 169  | 24  | 48  | 12  | 0  | 6   | 18  | 2  | 0,284 |
| 2008   | Houston    | 111  | 386  | 50  | 110 | 22  | 1  | 23  | 58  | 4  | 0,285 |
| 2009   | Baltimore  | 122  | 410  | 44  | 112 | 19  | 0  | 11  | 41  | 1  | 0,273 |
| 2010   | Baltimore  | 154  | 581  | 63  | 144 | 29  | 1  | 22  | 76  | 0  | 0,248 |
| Totaux | Totaux     | 1060 | 3706 | 457 | 990 | 211 | 12 | 143 | 501 | 33 | 0,267 |

Note : G = Matches joués ; AB = Passages au bâton; R = Points ; H = Coups sûrs ; 2B = Doubles ; 3B = Triples ; 
HR = Coup de circuit ; RBI = Points produits ; SB = Buts volés ; BA = Moyenne au bâton.